# Yves Colmou
Yves Colmou (Yves, Henri, Marie), né le 9 mai 1955 à Lorient est un homme politique et un haut fonctionnaire français.

## Biographie
Yves Colmou est titulaire d’une maîtrise de droit public et d’un diplôme d’études approfondies de science politique. En 1980, il est assistant parlementaire d’Alain Richard, député socialiste du Val-d’Oise. En  1982, Michel Rocard, ministre du Plan et de l’Aménagement du territoire le nomme chef adjoint de son cabinet. Lorsque Michel Rocard devient ministre de l’Agriculture (1983-1985) il choisit Yves Colmou comme chef de cabinet. Il est maintenu dans cette fonction par Henri Nallet, successeur de Michel Rocard à l'agriculture, en 1985.
Il retrouve, à Matignon, Michel Rocard devenu premier ministre (1988-1991).
Lorsque Lionel Jospin est premier ministre, en 1997, Yves Colmou est, dans un premier temps, directeur du cabinet de Daniel Vaillant chargé des Relations avec le Parlement (1997-2000) puis conseiller parlementaire du Premier ministre de 1997 à 1999, et de 2000 à 2002, son chargé de la communication et de la presse. Lors de la campagne présidentielle il est directeur adjoint de la campagne de Lionel Jospin.
De 2012 à 2016, il devient conseiller auprès de Manuel Valls, ministre de l'Intérieur puis Premier ministre.
Il est élu conseiller régional de Franche-Comté en 1998, et le demeure jusqu'en 2004. Il est candidat, battu par Jacques Pélissard, aux élections législatives de 2002 dans la 1re circonscription du Jura (Lons-le-Saunier). Il assume des responsabilités au sein du parti socialiste : premier secrétaire de la Fédération socialiste du Jura de 1997 à 2003.
Entre 1995 et 1997, puis de 2002 à 2012, il rejoint des entreprises du secteur privé.
En 2013 Yves Colmou est nommé préfet en mission de service public. En 2013 il pilote le redécoupage de la carte électorale des cantons, en les ramenant de 3 971 à 2 054,. Il est détaché, en 2017, en qualité d'Inspecteur général de l’administration.
Yves Colmou est nommé chevalier de la Légion d'honneur par décret du 1er janvier 2020.

## Publications
Les collectivités locales : un autre modèle, Pouvoirs, 2006/2 (no 117), p. 27-37.
Cinq évolutions du travail en cabinet ministériel depuis 1982, Revue française d'administration publique, [entretien réalisé par Sylvain Antichan et Julie Le Mazier] 2019/3 (no 171), p. 763-766.
Évaluation du plan interministériel de lutte contre le racisme et l’antisémitisme [co-auteurs Philippe Cannard, Ariane Azéma, Hervé Mécheri], rapport IGA, IGEN, PILCRA, 1er décembre 2017. [lire en ligne]
Vade-mecum du député obstructeur, Pouvoirs no 34 - L’Assemblée - septembre 1985 – p. 121-129 [lire en ligne]